# Voyez mon avocat
Pour plus de détails, voir Fiche technique et Distribution.
Voyez mon avocat (titre original : See My Lawyer) est un film américain réalisé par Edward F. Cline et sorti en 1945.

## Fiche technique
- Titre original : See My Lawyer
- Réalisation : Edward F. Cline
- Scénario : Edmund L. Hartmann, Stanley Davis
- Production : Universal Pictures
- Photographie : Paul Ivano
- Musique : Lloyd Akridge
- Montage : Paul Landres
- Durée : 67 minutes
- Date de sortie: 9 mars 1945

## Distribution
- Ole Olsen : Ole
- Chic Johnson : Chic
- Alan Curtis : Charlie Rodman
- Grace McDonald : Betty Wilson
- Noah Beery Jr. : Arthur Lane
- Franklin Pangborn : B. J. Wagonhorn
- Edward Brophy : Otis Fillmore
- Richard Benedict : Joe Wilson
- Lee Patrick : Sally Evans
- Gus Schilling : J. Ambrose Winkler « Winky »
- William B. Davidson : Juge
- Stanley Clements : Willie
- Mary Gordon : Mme Fillmore
- Ralph Peters : O'Brien
- Carmen Amaya : Specialty